# Václav Fischer
Václav Fischer (* 22. Juni 1954 in Prag) ist ein deutscher Unternehmer tschechischer Herkunft, Gründer der Fischer Reisen und ehemaliger tschechischer Politiker. 

## Leben
Václav Fischer emigrierte im Jahr 1978 nach Deutschland und lebte in Hamburg, Berlin und der Schweiz. 1984 erhielt er die deutsche Staatsbürgerschaft. 
Er gründete 1980 Fischer Reisen, verkaufte die Reisegesellschaft 1995 an den Condor Flugdienst und kehrte nach Tschechien zurück, wo er erneut Reiseunternehmen aufbaute, die zum Marktführer in Tschechien wurden. 
Nach dem Tod von Senator Václav Benda wurde er 1999 im Bezirk Prag 1 zu dessen Nachfolger gewählt. Er übte sein Mandat im Senat des Parlaments der Tschechischen Republik vom 28. August 1999 bis zum 23. November 2002 aus. Im Jahr 2007 gab er die tschechische Staatsbürgerschaft auf und behielt die deutsche Staatsbürgerschaft.
1997 gründete er in Hamburg die A.M.F. Aircraftleasing Meier & Fischer GmbH & Co. KG, die zwei Flugzeuge vom Typ Boeing 737 300 erwarb und an die tschechische Fluggesellschaft Fischer Air vermietete. Václav Fischer war gleichzeitig der alleinige Gesellschafter der Fischer Air GmbH.